# João Pessoa (stad)
João Pessoa (joawn pesoa /žo'ãw pe'soə/), vanwege haar ligging op het oostelijkste punt van het Amerikaanse continent, de Ponta do Seixas, ook wel genoemd de stad waar de zon als eerste opkomt, is de hoofdstad van de Braziliaanse deelstaat Paraíba. Met 7 km² bebost land in de stad is zij de op een na groenste stad ter wereld (na Parijs). João Pessoa heeft ruim 810 duizend inwoners, de hele agglomeratie meer dan 1 miljoen. João Pessoa is vanwege de tientallen kilometers strand in de stad en de omgeving een populaire bestemming voor toeristen, waarvan de meesten uit Brazilië zelf komen.
João Pessoa werd op 5 augustus 1585 gesticht onder de naam Filipéia de Nossa Senhora das Neves. Het is de derde oudste stad van Brazilië en ook de laatste die in dat land in de 16e eeuw gesticht werd. De stad staat bekend om haar aangename klimaat, de mooie stranden en vooral ook om haar prachtige en gevarieerde monumenten en barokkunst.
Tussen 1634 en 1654 was de stad, die toen Frederikstadt heette, naar de toenmalige Prins van Oranje, Frederik Hendrik van Nassau, in het bezit van de Nederlanders. Daarna kwam João Pessoa weer in handen van de Portugezen.

## Geschiedenis

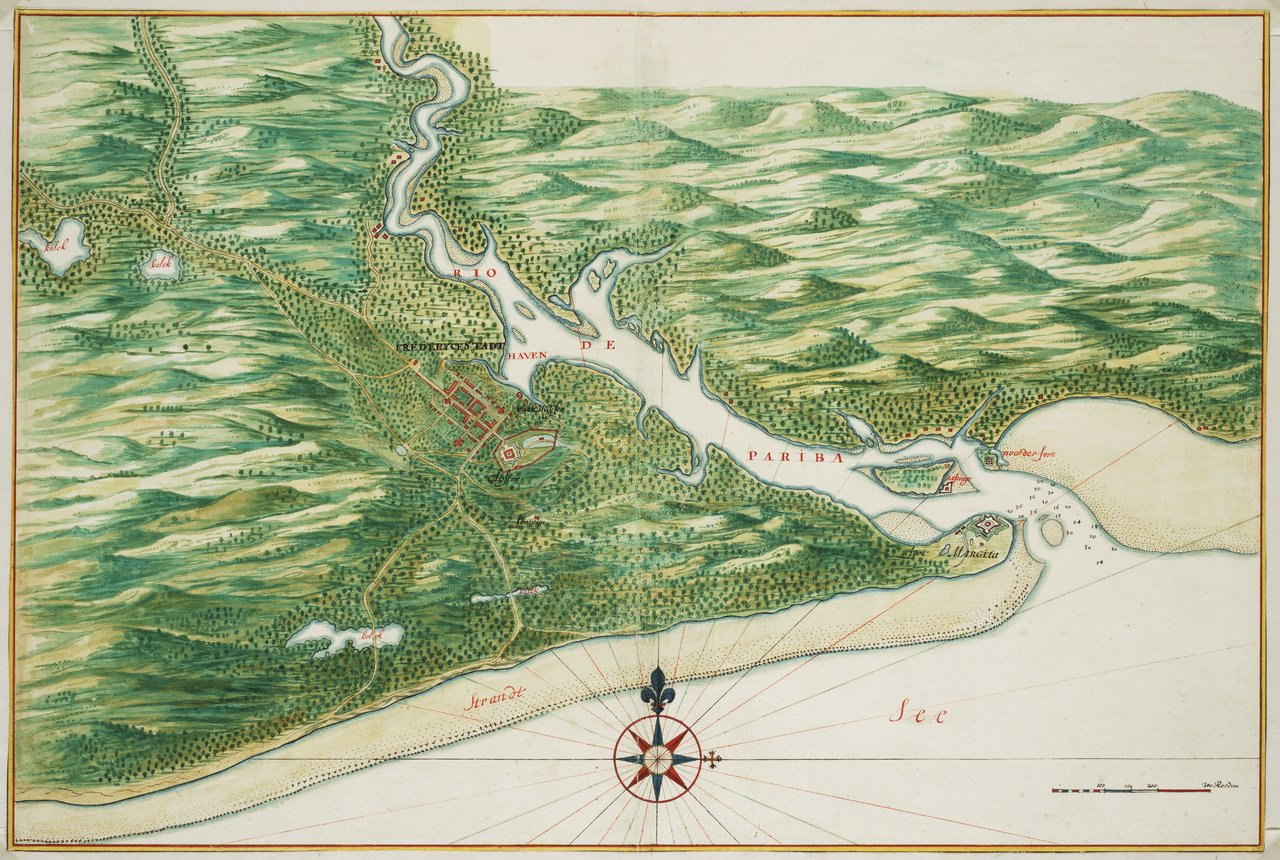
Plattegrond van Frederikstad door Johannes Vingboons rond 1665.

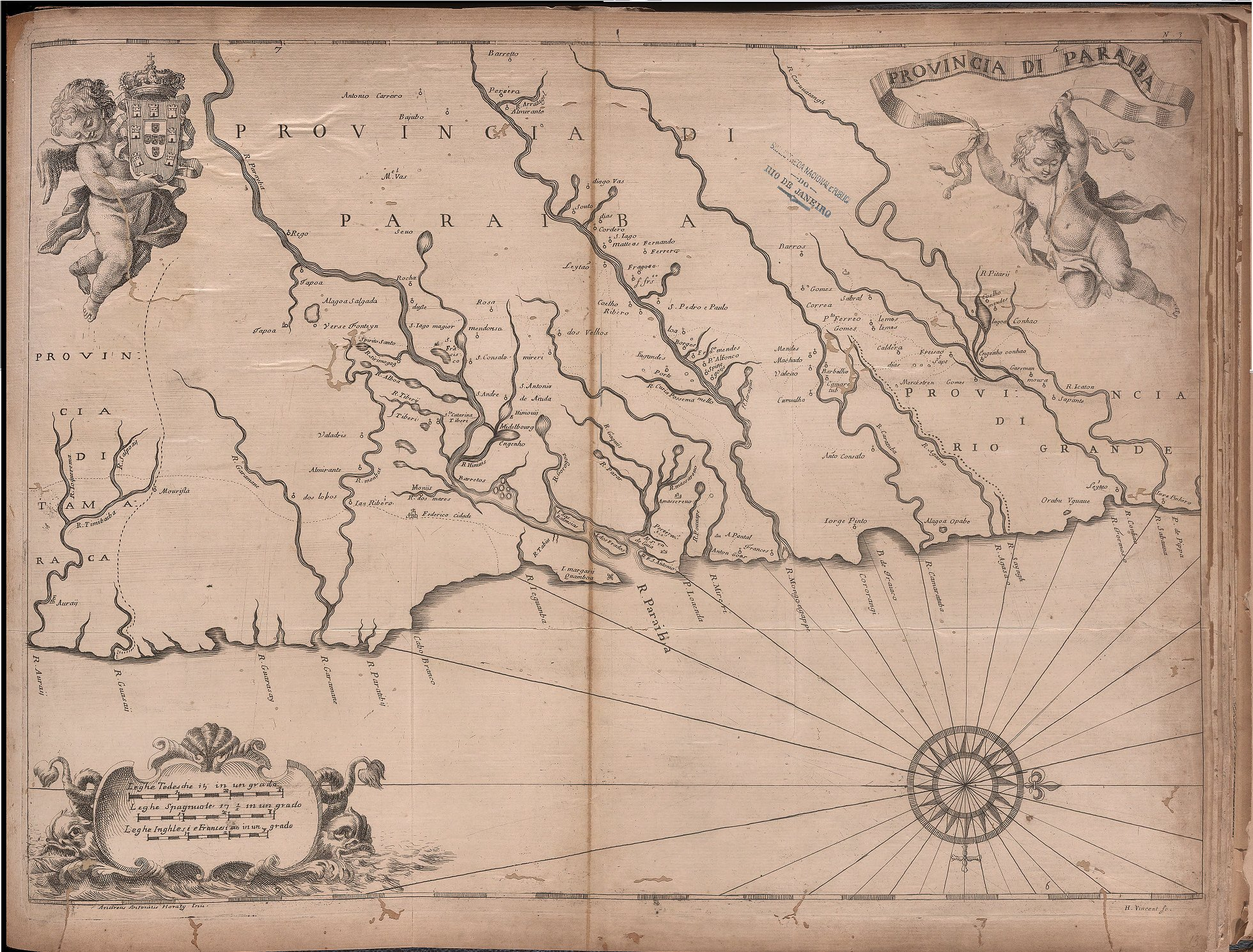
Kaart van de staat Paraíba, met de hoofdstad João Pessoa (1698).

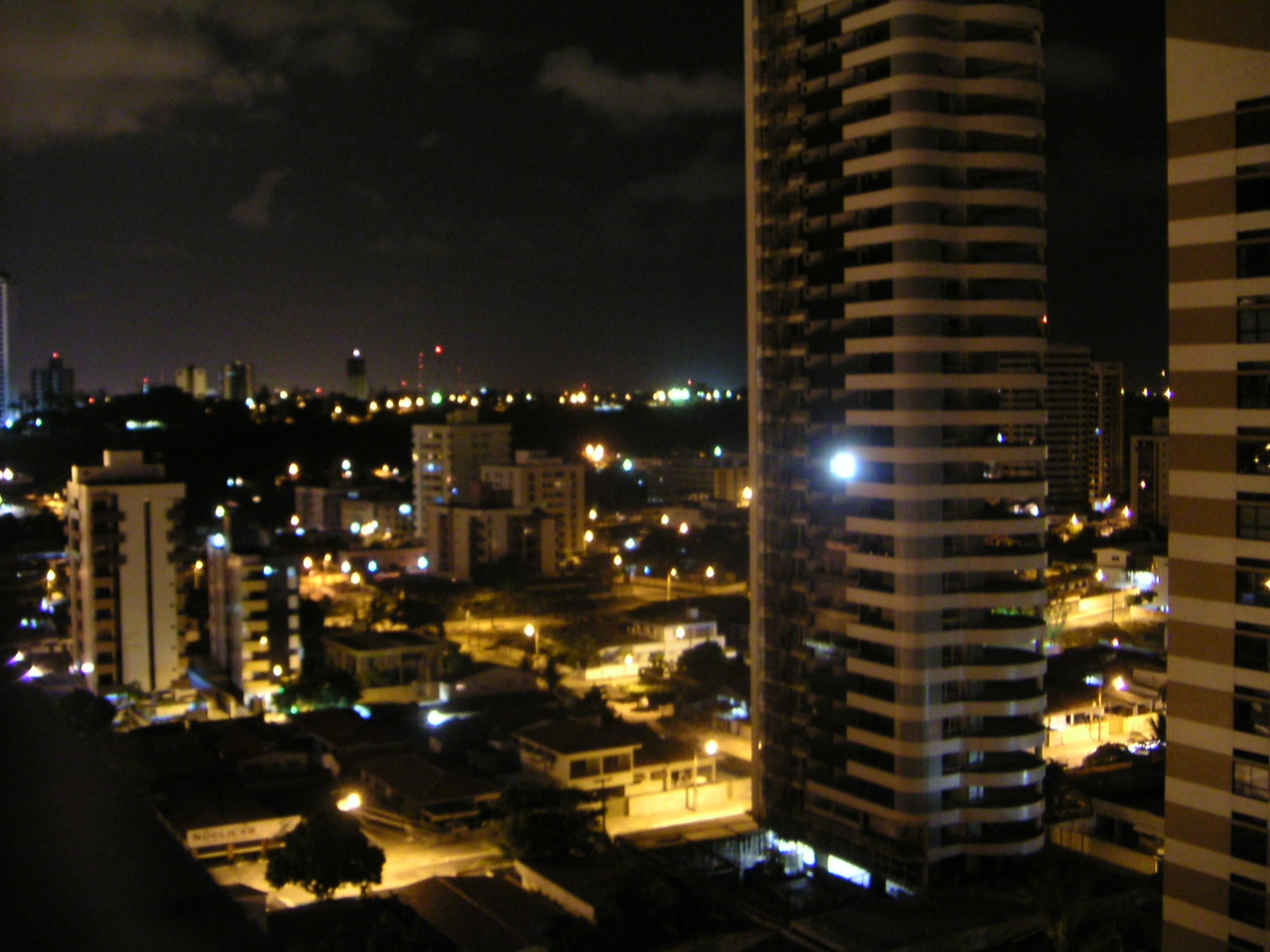
João Pessoa, 2007. Moderne architectuur en toeristische bezienswaardigheid.

Gesticht op 5 augustus 1585 onder de naam Nossa Senhora das Neves, de heilige van de dag waarop de alliantie met de Tabajara werd gesloten (5 augustus), maar die pas drie maanden later bevestigd werd. João Pessoa bezit al vanaf het begin stadsrechten, omdat zij gesticht is als "Fazenda Real numa Capitania Real da Coroa Portuguesa". De stad heeft in de loop der tijd verschillende namen gehad. Na de oorspronkelijke naam kreeg de stad in 1588 de naam Filipéia de Nossa Senhora das Neves, naar de koning Filips II van Spanje, en behield deze naam gedurende het Verenigd Iberia, de periode waarin de Portugese Kroon verenigd werd met het Spaanse rijk. Tijdens de Nederlandse overheersing, tussen 1634 en 1654, werd de stad Frederikstadt genoemd, naar de prins van Oranje, Frederik Hendrik van Oranje-Nassau.
Met de Portugese herovering werd het opnieuw Nossa Senhora das Neves, en later, in 1817, Parahyba do Norte. Dankzij het bezoek van Pedro II van Brazilië kreeg de stad eind 1859 de titel Keizerlijke Stad.
De huidige benaming, João Pessoa, is een hommage aan de Paraíbaanse politicus João Pessoa, die in 1930 in de stad Recife werd vermoord, toen hij daar als president van de deelstaat en kandidaat voor het vice-presidentschap onder presidentskandidaat Getúlio Vargas op bezoek was. De moord veroorzaakt grote onrust onder de bevolking, met de Revolutie van 30 tot gevolg. Het is onduidelijk of de moord ook politieke motieven had. De dader was João Duarte Dantas, een politiek tegenstander, wiens kantoor werd doorzocht door de politie, die de liefdesbrieven die hij van de lerares Anayde Beiriz had ontvangen, in de openbaarheid bracht.
De Assemblee National bevestigde de wijziging van de naam van zijn hoofdstad op 4 september 1930. Daarvoor waren er een aantal inwoners die de mogelijkheid bediscussieerden om de naam van João Pessoa te vervangen door een andere, "Paraibaanse" figuur en "Cabo Branco". Tussen andere argumenten werd bevestigd dat de naamswijziging niet zou worden uitgevoerd, in 1930, tijdens een periode van commotie en sociale instabiliteit, wanneer verscheidene politieke tegenstanders van de groep van João Pessoa werden gevangengenomen en vermoord. En daarboven werd er geen consensus bereikt over de voordelen van de persoon en de publieke leider wie de eer zou krijgen van de voormalige president van Paraíba (in die tijd, gouverneur). Aan de andere kant, de verdedigers van de huidige naam argumenteerden dat João Pessoa een politiek voorbeeld was die vocht tegen het coronelisme en de oligarquias.
De stad João Pessoa werd geboren op de oevers van de rivier Sanhauá, vanwaar het uitbreidde naar de heuvels alwaar het huidige centrum te vinden is. Deze stedelijke expansie omvatte het oude landelijke regio. Vanaf de tweede helft van de jaren 70, met de heropstanding van de maritieme klasse, verloor het gebied zijn economisch belang van weleer. Hierbij moest men opletten voor het verval van de architectuur, die in de wijken van het centrum hoogtij vierden, het patrimonium van weleer moest worden beschermd, waaronder het Historisch Centrum, de Rua das Trincheiras en de buurt van de Rua Odon Bezerra, in de wijk Tambiá.
Tijdens de 20e eeuw verloor de stad aan belang en gezien de heropstanding van Campina Grande, de tweede grootste stad van de staat. De lokale economie stabiliseerde in de eerste helft van de eeuw. Tot de jaren 60 was het enkel een administratieve hoofdstad, en Campina Grande, een stad op 125 kilometer afstand, won belang als belangrijkste stad van de staat, dit gezien in deze periode Campina Grande zich ontplooide als belangrijke commerciële en industriële pool, niet alleen in de staat, maar ook in de ganse regio van het Noordoosten, het kwam zelfs zover dat het meer belastingen begon te heffen dan de hoofdstad. João Pessoa, destijds, had weinig industrie en enkel een administratieve en commerciële rol. Vanaf de jaren 60, na grote privé- en staats-investeringen, evenredig verdeeld door de staat en de federatie, won João Pessoa nieuwe industrieën en belang, dat zijn positie versterkte als belangrijkste stad van de staat in economische termen.

## Benamingen
Recentelijk (januari 2005, realiseerde historicus Guilherme D'Avilla Lins een herziening en verbetering van de officiële benamingen van de Paraibaanse hoofdstad, hij heeft de volgende samenvatting gepubliceerd:
- Povoação de Nossa Senhora das Neves (1586)
- Cidade de Nossa Senhora das Neves (1587)
- Cidade de Filipéia de Nossa Senhora das Neves (1588)
- Frederikstadt (1635)
- Cidade de Nossa Senhora das Neves (1654)
- Cidade da Parahyba (1817)
- Cidade de João Pessoa (4 september 1930)

## Geografische gegevens
- Positie: gesitueerd op de meest oostelijke kant van het Amerikaans continent en van Brazilië, met lengtitude van 34°47'30" Oost en latitude 7°09'28 Zuid. De plaats is bekend als Ponta do Seixas.
- Grens: begrensd in het noorden met de gemeente Cabedelo door de rivier Jaguaribe, in het zuiden met de gemeente Conde en rivier Gramame, in het oosten met de Atlantische Oceaan en het westen de gemeentes Bayeux door de rivier Sanhauá en Santa Rita door de respectievelijke rivieren Mumbaba en Paraíba.
- Hoogte: het gemiddelde verschil met zeeniveau is 37 meter, met een maximaal hoogteverschil van 74 meter in de buurt van de rivier rio Mumbaba, gedomineerd in zijn stedelijk gebied met vlakke terreinen en verval in de orde van 10 meter, in de regio die initieel verstedelijkt werd.
- Klimaat: het klimaat van de stad is warm en vochtig, van het intertropisch type, met gemiddelde jaartemperaturen van 26 °C. De winter begint in maart en eindigt in augustus. Er zijn twee klimatologische seizoenen gedefinieerd, regen valt in de herfst- en winterperiode en gedurende de rest van het jaar is er veel zon. De benaming van het klimaattype in de stad is tropisch maritiem.

| Maand                 | jan | feb | mar | apr | mei | jun | jul | aug | sep | okt | nov | dec | Jaar |
| --------------------- | --- | --- | --- | --- | --- | --- | --- | --- | --- | --- | --- | --- | ---- |
| Maximumtemperatuur °C | 32  | 30  | 30  | 29  | 29  | 28  | 27  | 28  | 28  | 29  | 29  | 30  | 29   |
| Minimumtemperatuur °C | 23  | 22  | 21  | 23  | 22  | 22  | 20  | 22  | 19  | 23  | 23  | 23  | 22   |
| Regen mm              | 81  | 137 | 239 | 313 | 308 | 381 | 290 | 203 | 41  | 58  | 46  | 38  | 2135 |

- Relatieve vochtigheid lucht: jaarlijks gemiddelde is 80%. Tussen mei en juli, reikt het een maximum van 87%, wat omschreven staat als “regenseizoen”. Gedurende de rest van het jaar verminderd dit tot 68%.
- Vegetatie: Mata Latifoliada Perenifólia Costeira (Mata Atlântica). Alhoewel redelijk verstedelijkt, heeft de stad nog een belangrijke stuk van het Atlantisch Bosgebied, dat nog bewaard is gebleven. (Zie: Omgeving, beneden)
- Demografische dichtheid: 3.094 inwoners per km² (IBGE — jaar — 2004)

## Bevolkingsontwikkeling
Bron: Barsa Planeta Ltda

## Wijken

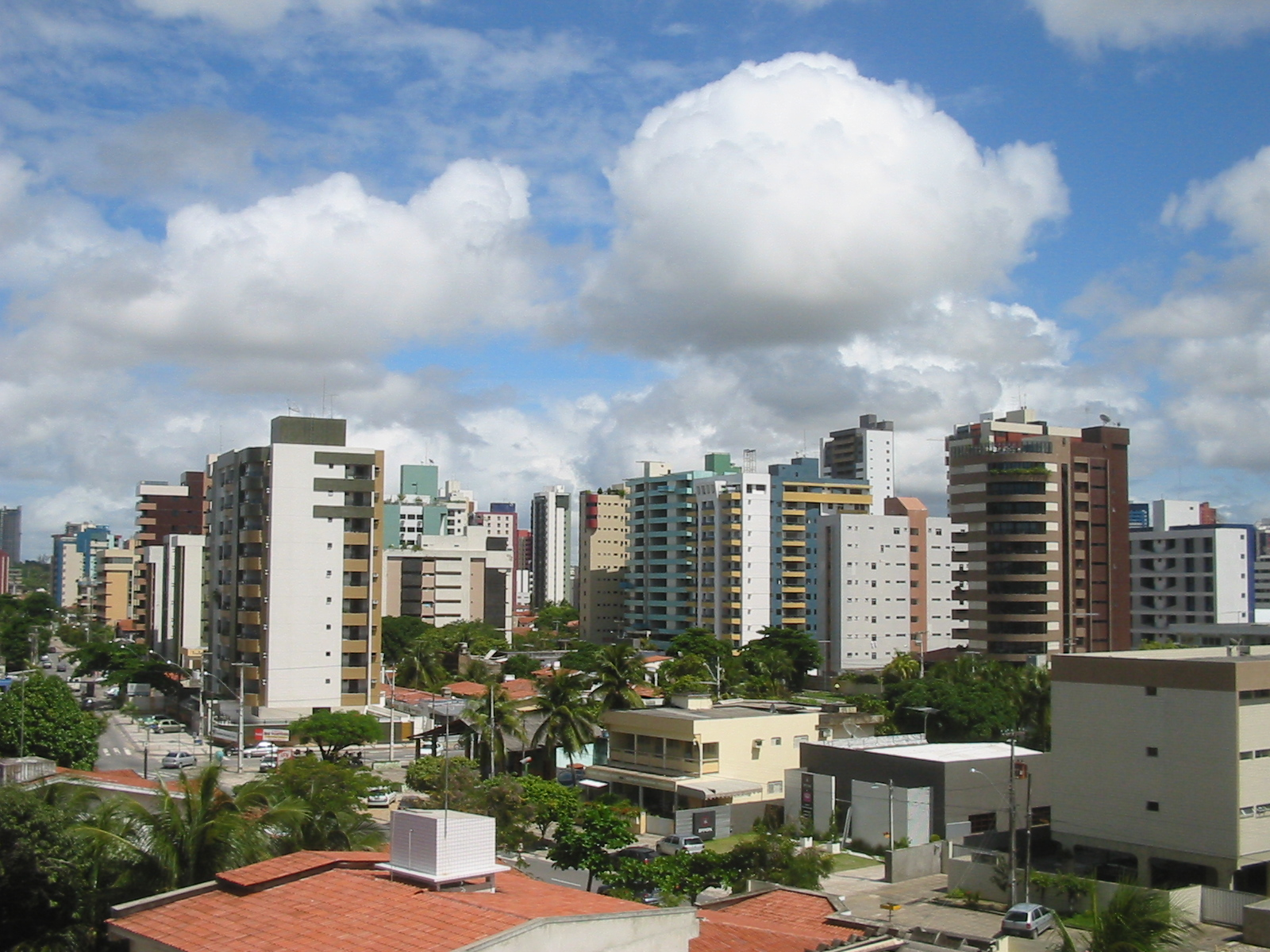
Oostelijke zone: Deel van de wijk Tambaú, die naast de kust ligt

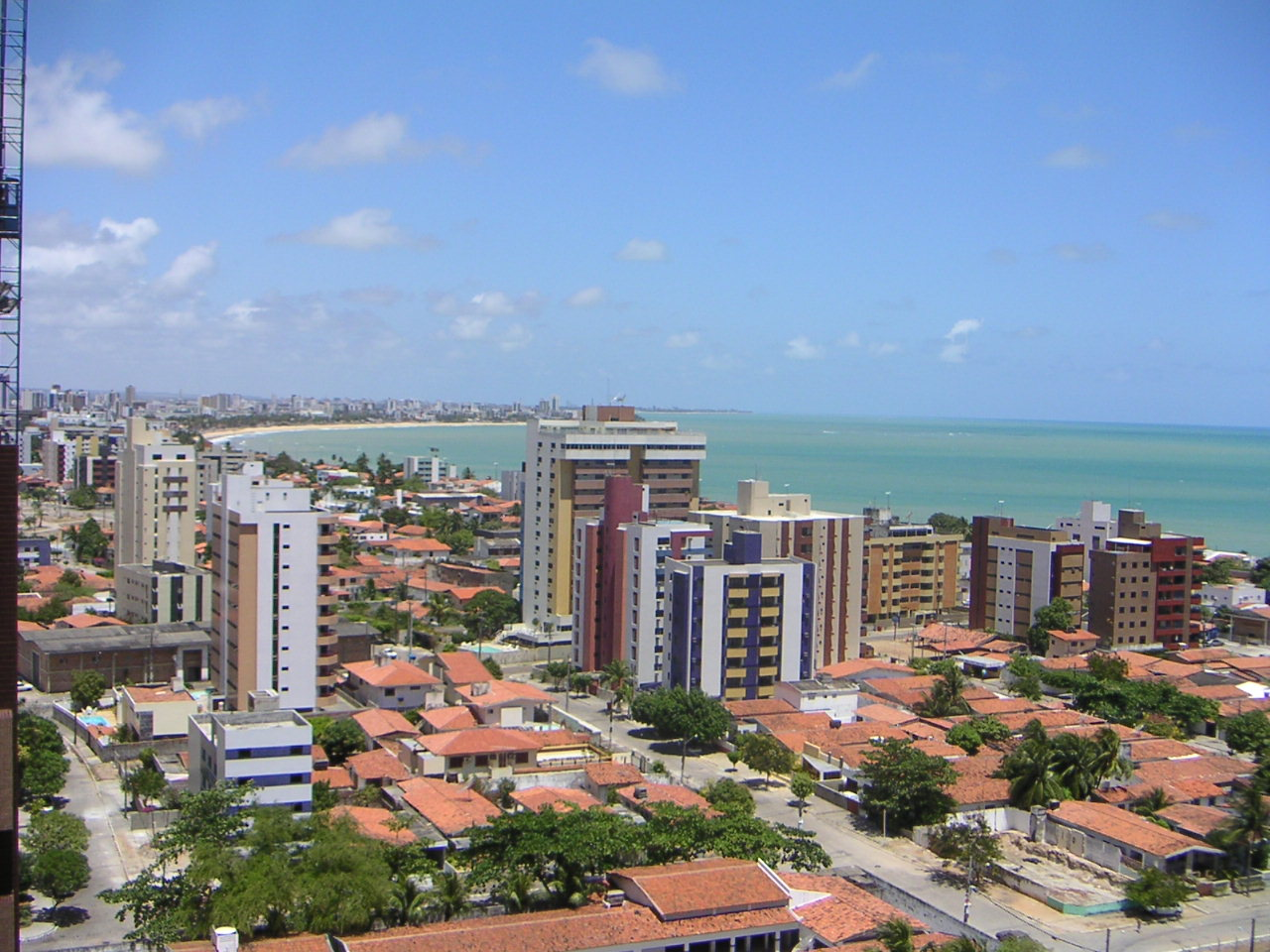
Oostelijke zone: Deel van de wijk Manaíra

João Pessoa bezit officieel 64 wijken, waarvan Mangabeira de grootste is, met ongeveer 100.000 inwoners. Hieronder, enkele wijken:

### Noordelijke zone
Centro, Varadouro, Róger, Torre, Tambiá, Jardim 13 de Maio, Padre Zé, Bairro dos Estados, Bairro dos Ipês, Mandacaru, Alto do Céu, Jardim Esther, Jardim Mangueira en Conjunto Pedro Gondim.

### Zuidelijke zone
Castelo Branco, Bancários, Jardim São Paulo, Anatólia, Jardim Cidade Universitária, Água Fria, Ernesto Geisel, Valentina Figueiredo, Paratibe, Praia do Sol, Conjunto Boa Esperança, José Américo, Costa e Silva, Mangabeira, Cidade Verde, Esplanada, Ernani Sátiro, Funcionários (I a IV), Grotão, Conjunto João Paulo II, Distrito Industrial en Bairro das Indústrias.

### Oostelijke zone
Cabo Branco, Tambaú, Tambauzinho, Expedicionários, Bessa, Jardim Oceania, Manaíra, Altiplano, Miramar, Jardim Luna, João Agripino en São José.

### Westelijke zone
Cruz das Armas, Oitizeiro, Rangel, Cristo Redentor, Bairros dos Novais, Alto do Mateus, Ilha do Bispo en Jardim Veneza.

## Metropool
De Aanvullende Staatswet nr 59, van 2003, stelt dat Condiam en de Região Metropolitana de João Pessoa, bestaat uit de gemeentes Bayeux, Cabedelo, Conde, Cruz do Espírito Santo, João Pessoa, Lucena, Mamanguape, Rio Tinto en Santa Rita. De regio bevat 1.000.801 inwoners, volgens de schattingen van 2006 door IBGE

## Aangrenzende gemeenten
De gemeente grenst aan Bayeux, Cabedelo, Conde en Santa Rita.

## Omgeving

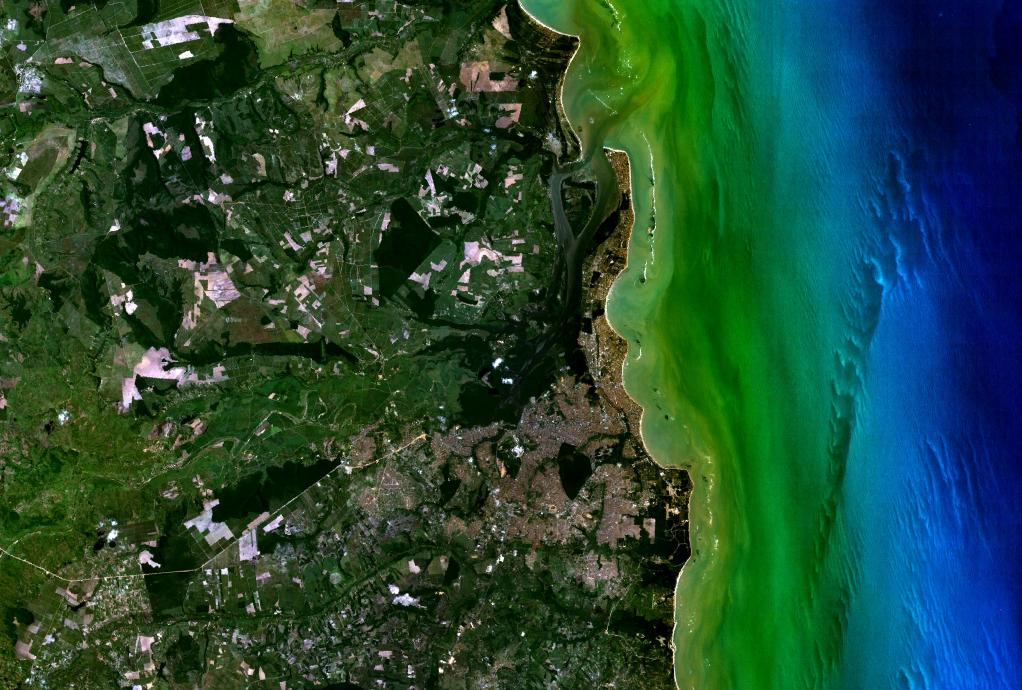
Satellietbeeld van João Pessoa.

Zelfs al van vóór de ecologische bewustwording die vandaag de wereld domineert, hebben de pessoaanen reeds geleerd om de fauna en flora te bewaren, dit transformeerde de stad in een groots groen tapijt. João Pessoa wordt beschouwd als de “tweede groenste stad ter wereld”, met meer dan 7 m² groen per inwonder, daarmee laten ze enkel Parijs voorgaan. Deze onderscheiding hebben ze ontvangen in 1992 tijdens de ECO-92.
Het volstaat hierom niet om de straten en wijken te vergroenen, João Pessoa bezit, in de binnenstad, twee grote natuurreserves van het Atlantisch Woud, dat functioneert zoals een echte groene long, en daarmee de luchtvervuiling tegengaat. De eerste bevindt zich in de centrale wijk van Róger en domineert het Parque Arruda Câmara (of "Bica", zoals ze in de volksmond genoemd wordt), ze verdeelt de lokale Tambiá bron. het is een mix van dierentuin en natuurreservaat, Bica bezit zeldzame exemplaren van onze fauna en flora, evenals dieren van andere continenten. Het bucolismo van zijn eigen landschap heeft het gezichtspunt van de bezoekers grondig gewijzigd. Het andere belangrijke natuurreservaat is het Bos van Buraquinho, recentelijk werd een gedeelte hiervan omgevormd in een Botanische Tuin. Met ongeveer 515 ha ongerepte natuur, verdeeld door stromen en natuurlijke bronnen, bevindt het zich op een van de grootste reservaten die de stad heeft. Het Bos van Buraquinho is een ware schat voor João Pessoa, gezien het vochtige klimaat en de constante temperatuur, zelfs tijdens de zomer. Het bos is volledig bewaard gebleven en beschermd tegen uitroeiing, het dient als lokaal studiemateriaal voor de onderzoekers die zich bezighouden met het behoud van de kwaliteit van de omgeving.

## Transport
- Aeroporto Internacional Presidente Castro Pinto — in de naburige stad Bayeux
- Rodoviária — Rua Francisco Londres, Varadouro
- Estação Ferroviária — Avenida Sanhauá
- Terminal de Integração do Varadouro

### Stedelijk transport
Het Openbaar Vervoer in de stad João Pessoa wordt voor het grootste gedeelte verzorgd door de bus, samen met privé bedrijven. Vandaag is het mogelijk om naar eender welke plaats in de stad te reizen en slechts één ticketje te betalen. Busverbindingen worden gemaakt in de Terminal de Integração do Varadouro. Momenteel is men bezig met implementatie van een elektronisch ticketing systeem, die volgens de stad, makkelijker zal zijn, efficiënter en veiliger voor de gebruikers van de bus. Op dit ogenblik is het bustarief in de Paraibaanse hoofdstad R$ 1,60.
Naast de bus, gebruikt de lokale bevolking ook de taxi een optie voor transport. Momenteel, kost het gebruik van een taxi R$ 3, de grootste taxi-vloot is geassocieerd met bedrijven die, in het algemeen, de klanten via de telefoon verwelkomen. Tijdens de maand december wordt er gebruikgemaakt van Bandeira 2 in alle uurregelingen, dit is het salaris van de 13º maand van de taxichauffeurs.
De fiets krijgt een lokaal groeiend belang. Er bestaan twee fietspaden in de stad, één in de Av. Cabo Branco (naast het strand, in de beira-mar wijk) en een andere in de Av. Flávio Ribeiro Coutinho (Manaíra). Veel bewoners reizen naar het werk met de fiets, samen met de wagens op grotere wegen zoals de Av. Epitácio Pessoa en de Av. Dom Pedro II, alwaar de voertuigen zeer snel kunnen rijden. Hierdoor worden er in de stad regelmatig ongevallen vastgesteld met fietsers, waarvan helaas ook enkelen met fatale afloop.

### Doorgaande wegen
De plaats ligt aan de noord-zuidlopende weg BR-101 tussen Touros en São José do Norte. Daarnaast ligt ze aan de wegen BR-230 en PB-008.

## Toerisme en cultuur

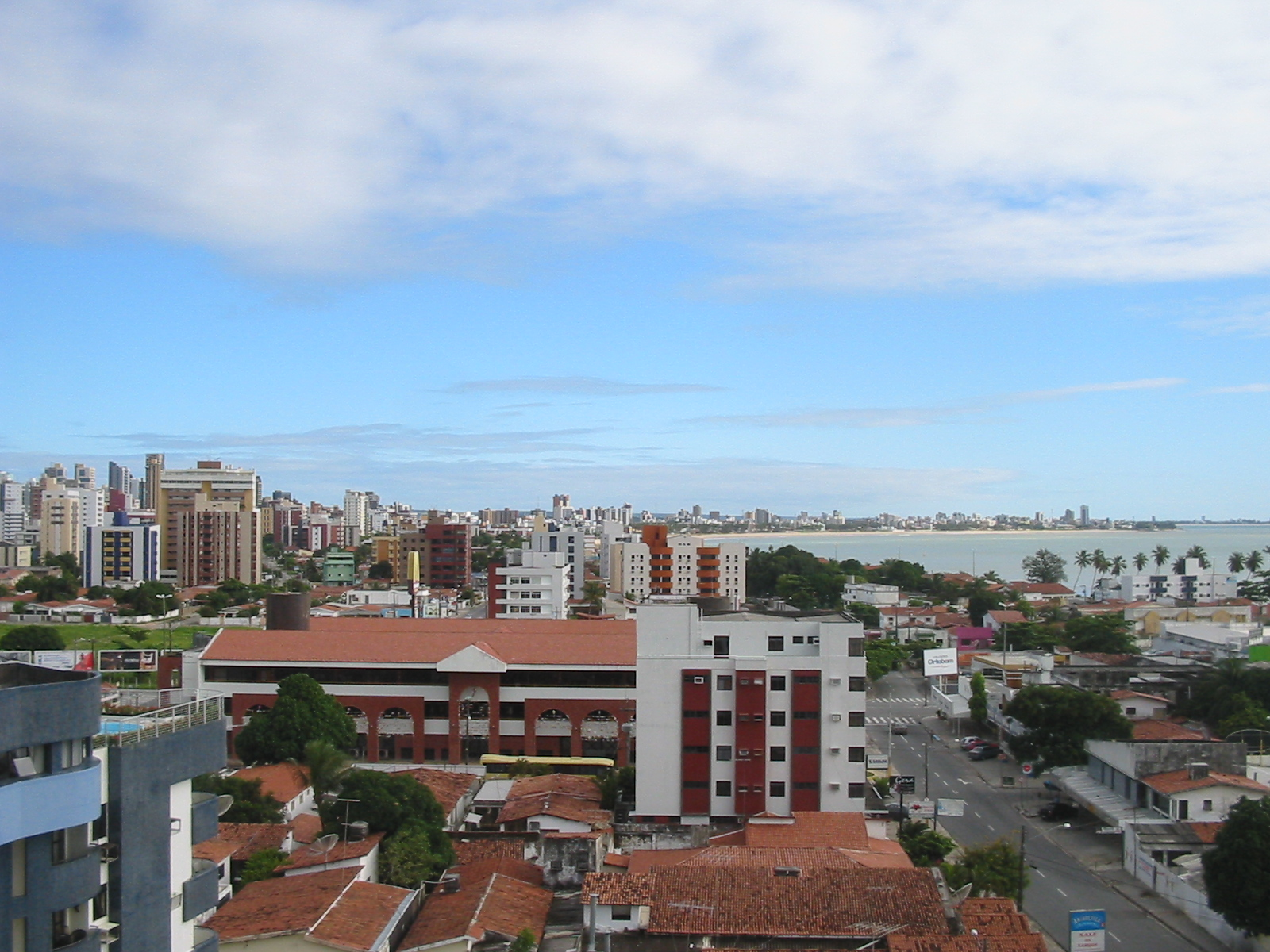
Stedelijke stranden.

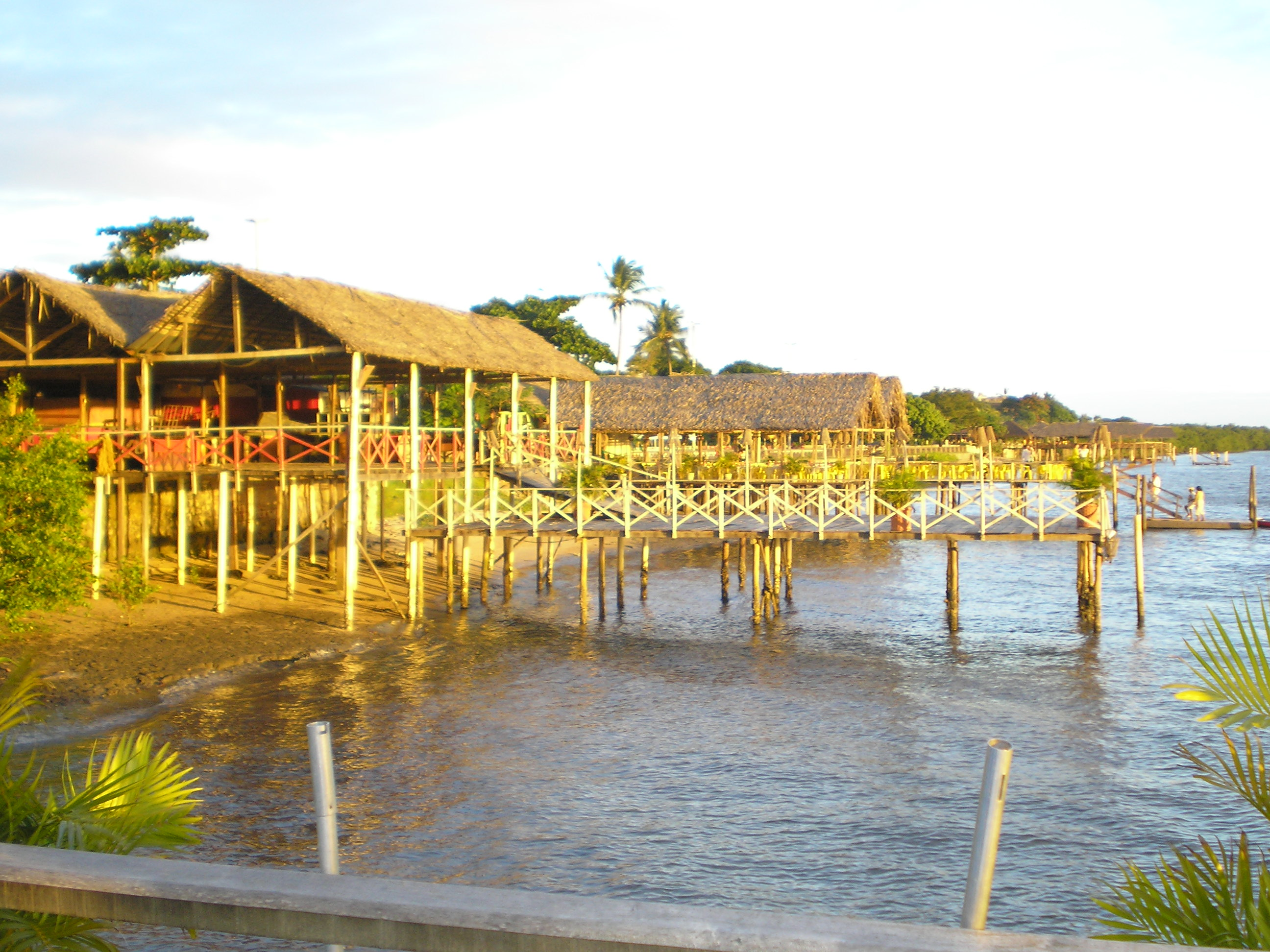
Strand van Jacaré (Hier wordt de Bolero van Ravel gespeeld tijdens de zonsondergang).

De Dienst van Toerisme van Paraíba beweert dat "de hoofdstad die het sterkst groeit in het noordoosten van Brazilië João Pessoa is, de stad kan elk jaar grotere cijfers voorleggen betreffende toeristische bezoekers. De verovering van deze ereplaats wordt beslist in de toeristische ranking, gemaakt door de Staatsregering, deze vizeert hoofdzakelijk de levenskwaliteit als een van de belangrijkste aandachtspunten voor de ranking. Verschillende campagnes worden door de stad gehouden. Een garantie van burgerschap en goed verblijf voor alle inwoners van João Pessoa en haar bezoekers. "

## Sport

### Voetbalclubs
- Botafogo - Met kleuren Zwart, Wit en de Rode ster. Is bekend als "Belo" door zijn supporters. Het is de staatskampioen.
- Auto Esporte Clube - Met kleuren Wit en Rood. Is bekend als "Clube do Povo" en heeft een aap als mascotte. Ze behaalde al zes staatstitels.
- Centro Sportivo Paraibano

### Voetbalstadions
- Estádio José Américo de Almeida Filho (Almeidão)
- Estádio Evandro Lélis (Colosso Alvi-Rubro)

### Sportstadion
- Ginásio Poliesportivo Ronaldo Cunha Lima (Ronaldão)

## Infrastructuur

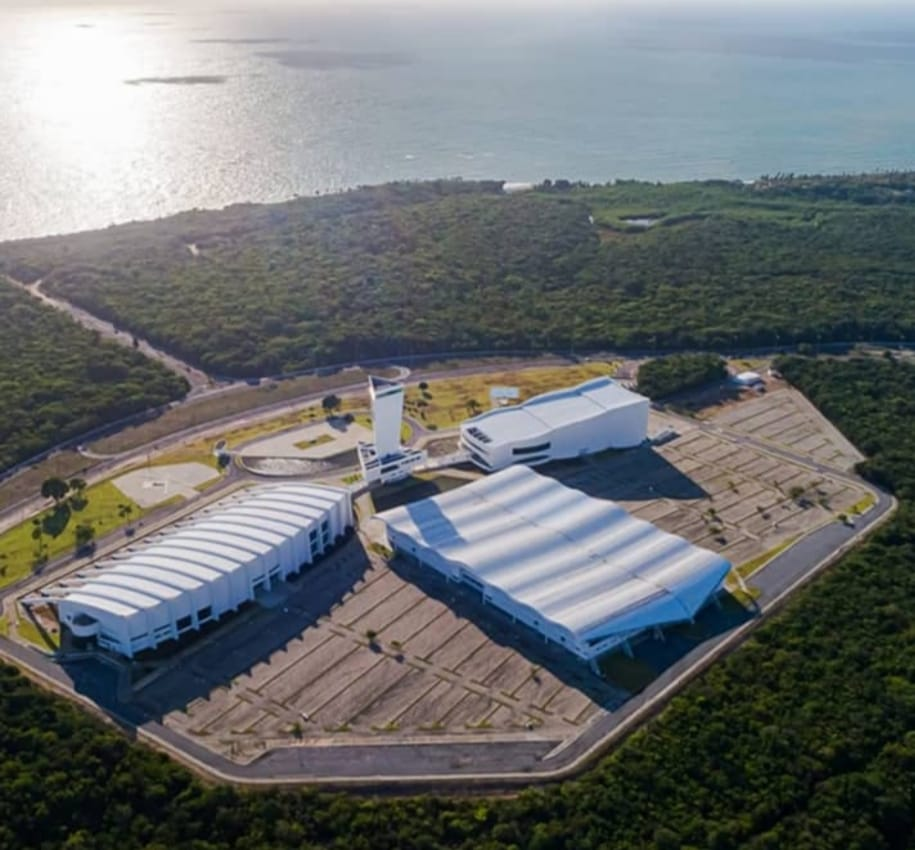
Centro de Convenções Poeta Ronaldo Cunha Lima.

### Algemene gegevens

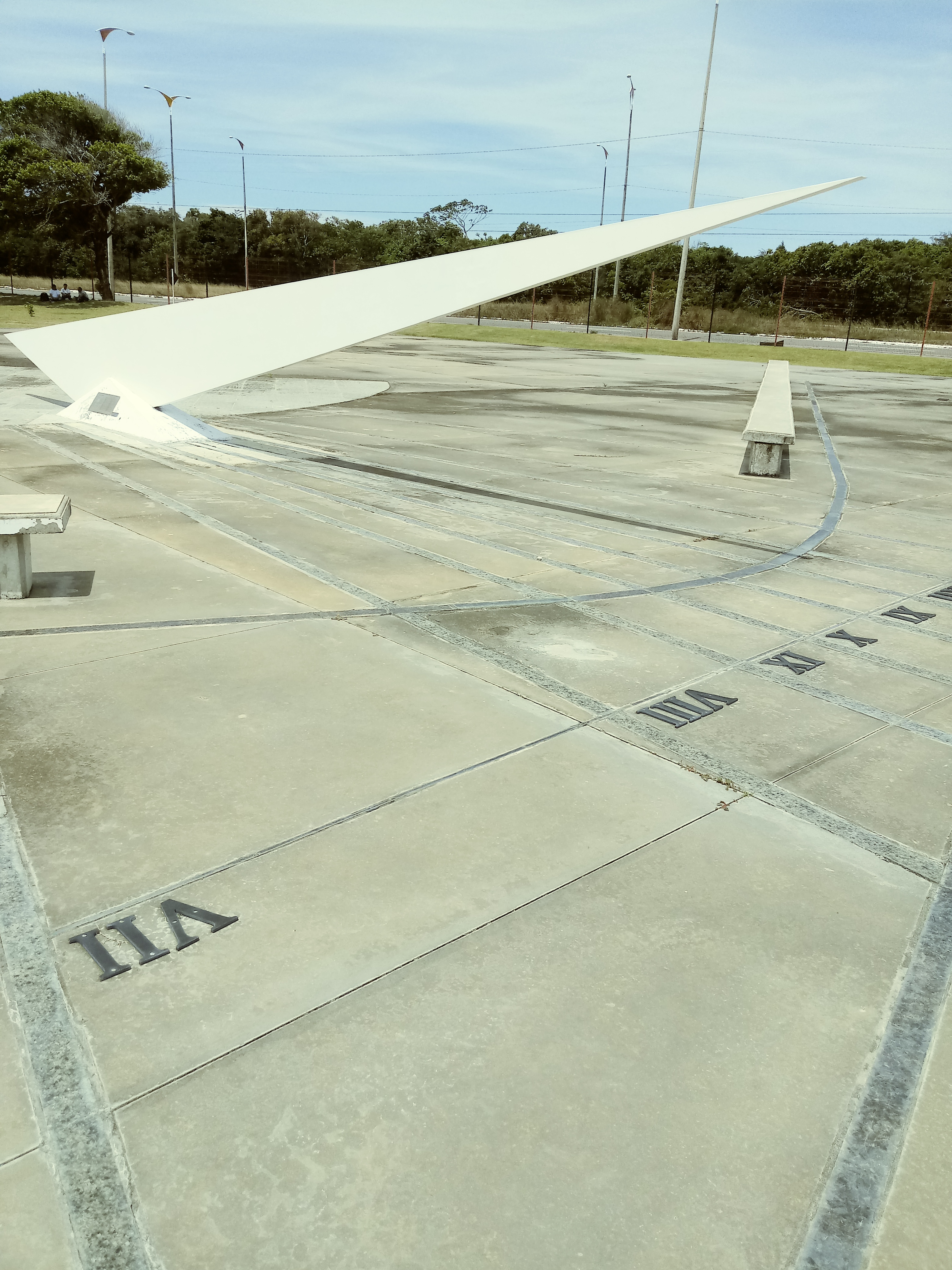
zonnewijzer in het Centro de Convenções Poeta Ronaldo Cunha Lima

- Kindersterfte: 40,4 per duizend geboorten. (IBGE — Censo 2000)
- Levensverwachting: 68,2 jaar. (IBGE — Censo 2000)
- Graad van Analfabetisme: 14%. (IBGE — Censo 2000)
- IMO: 0,783 (IBGE — 2000), 9º positie in de Noordoostelijke Regio

### Universiteiten
- Universidade Federal da Paraíba (UFPB)
- Universidade Estadual da Paraíba (UEPB)
- UNIPÊ- (Universitair Centrum van João Pessoa)
- Superieur Educatief Instituut van Paraíba (IESP)
- CEFET-PB
- FAP
- FESP
- UniPB
- FACENE
- FAMENE
- Faculteit Maurício de Nassau (FMN)
- Medische Faculteit van Paraíba
- Faculteit Santa Emília de Rodat - FASER
- Faculteit Uniuol - Beheer in Financiën, Marketing en Handel
- LUMEN
- UVA-UNAVIDA
- UNIBRATEC - Technische Hogeschool voor Informatica
- FPB Faculteit Potiguar van Paraíba

## Grootste evenementen
- Centro em Cena (januari): Kunst en Cultuur evenement
- Vem Viver a Paraíba (januari tot februari): "Kom en Proef Paraiba" een toeristenbeurs met folkloristische optredens
- Muriçocas do Miramar (februari): Tweede grootste straatfeest in Brazilië dat wordt gehouden op de woensdag vóór Carnaval.
- Folia de rua - Prévia Carnavalesca (februari): Straatfeest enkele dagen voor Carnaval
- Carnaval da Melhor Idade (februari): Carnaval voor Senioren
- Auto de Deus (april): Passiespel met de kruisiging van Christus
- São João Pessoa - São João fora de época (juni): Een van João Pessoa's grootste regionale muziekevenementen
- Feira Brasil mostra Brasil (juli): Handelsbeurs met vele Braziliaanse producten
- Festa das Neves (augustus): Religieuze viering van de patrones van de stad: Heilige Onze-Lieve-Vrouw ter Sneeuw
- FENART João Pessoa (november): Grootste Kunsttentoonstelling in de regio
- Vaquejada do Cowboy (november): Rodeo Evenement
- Festa do Atum (december): Populair festival gewijd aan de tonijn
- Oudejaar (31 december): Nieuwjaarsfestiviteiten en vuurwerk aan het strand

## Waterwegen
In João Pessoa vloeien ongeveer negen rivieren. De belangrijkste is de rivier Jaguaribe, van deze rivier wordt het water gefilterd en verdeeld naar de huizen. Maar de rivier die het meeste geschiedenis heeft gemaakt is de Rivier Sanhauá, op de oevers van deze rivier is de stad geboren en kan je de oudste huizen vinden.

### Rivieren
- Sanhauá
- Jaguaribe
- Cabelo
- Cuia
- Timbó
- Laranjeiras
- Marés
- Bomba
- Mussuré

## Stranden
João Pessoa heeft 9 stranden. Het oostelijkste strand van het Amerikaanse continent is Strand van Seixas. De stranden daaronder zijn de stranden van João Pessoa.
- Praia do Bessa
- Praia de Manaíra
- Praia de Tambaú
- Praia do Cabo Branco
- Praia dos Seixas
- Praia da Penha
- Praia de Jacarapé
- Praia do Sol
- Praia de Gramame

## Bekende inwoners van João Pessoa

### Geboren
- Geraldo Vandré (1935), zanger, componist en gitarist
- João Azevêdo (1953), gouverneur van Paraíba[3]
- Leovegildo Lins da Gama Júnior, "Júnior" (1954), voetballer
- Ricardo Coutinho (1960), gouverneur van Paraíba[4]
- Miraldo Câmara de Souza, "Ado" (1962), voetballer
- Zé Marco (1971), beachvolleyballer
- Kaio de Almeida (1985), zwemmer
- Edson Ramos Silva, "Ratinho" (1987), voetballer
- Paulo Henrique (1989), voetballer
- Álvaro Morais Filho (1990), beachvolleyballer
- Vitor Felipe (1991), beachvolleyballer
- Douglas Santos (1994), voetballer
- Otávio Edmilson Da Silva Monteiro, "Otávio" (1995), voetballer
- George Wanderley (1996), beachvolleyballer
- Matheus Cunha (1999), voetballer
- Luis Henrique (2001), voetballer

## Galerij

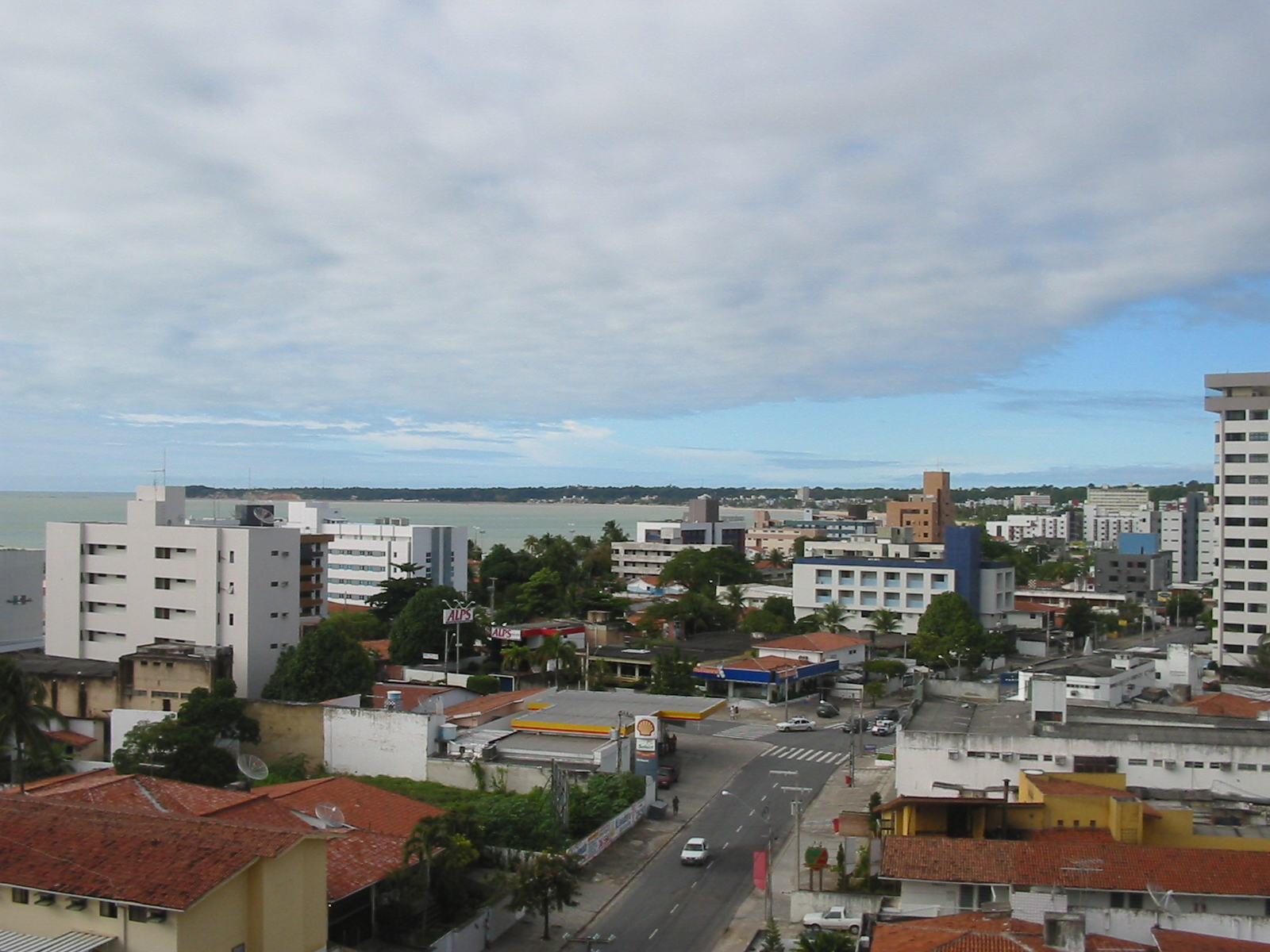
Wijk Tambaú en Cabo Branco op de achtergrond
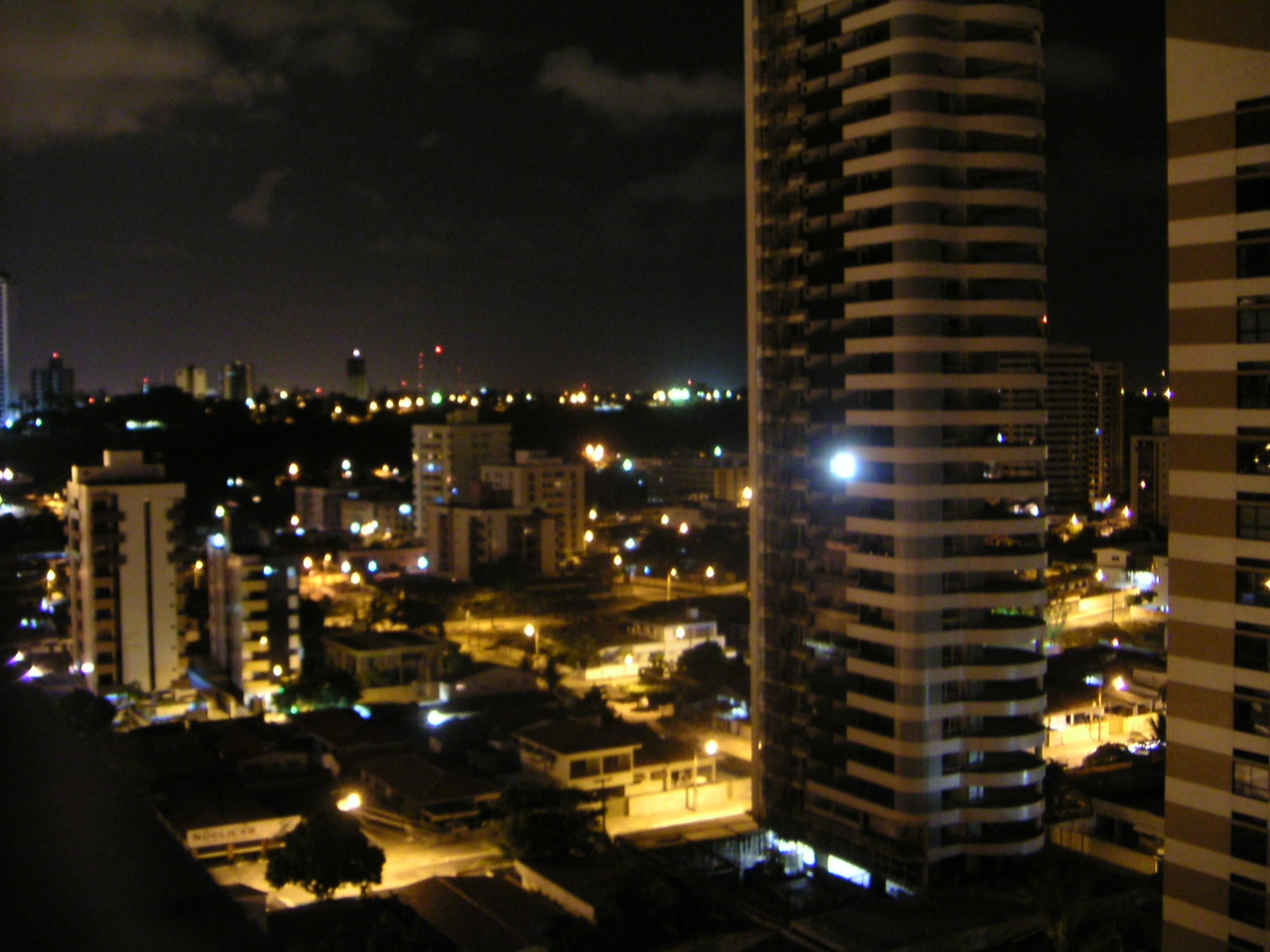
Wijk Manaíra (Nachtzicht)
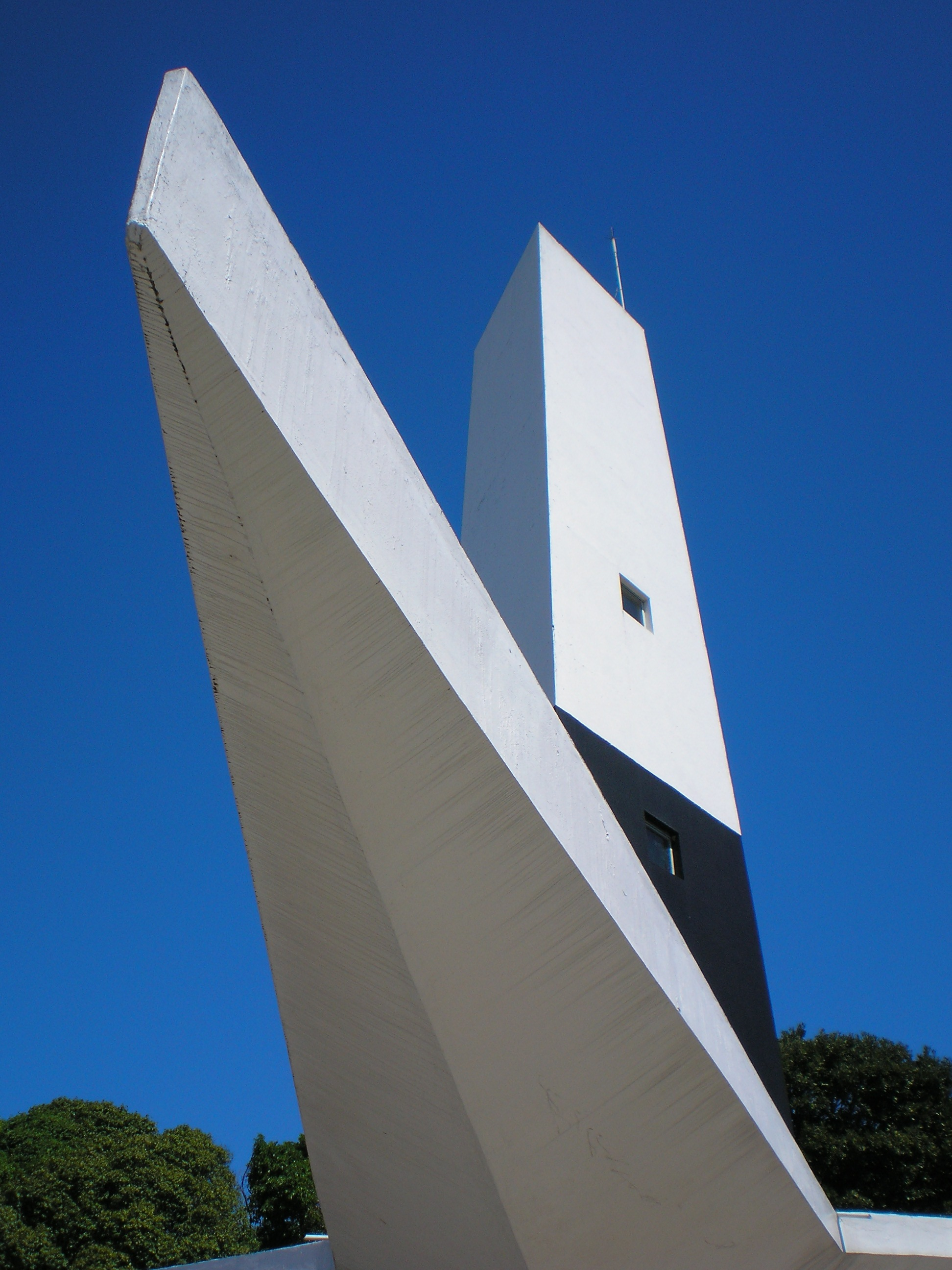
Farol do Cabo Branco (Detail)
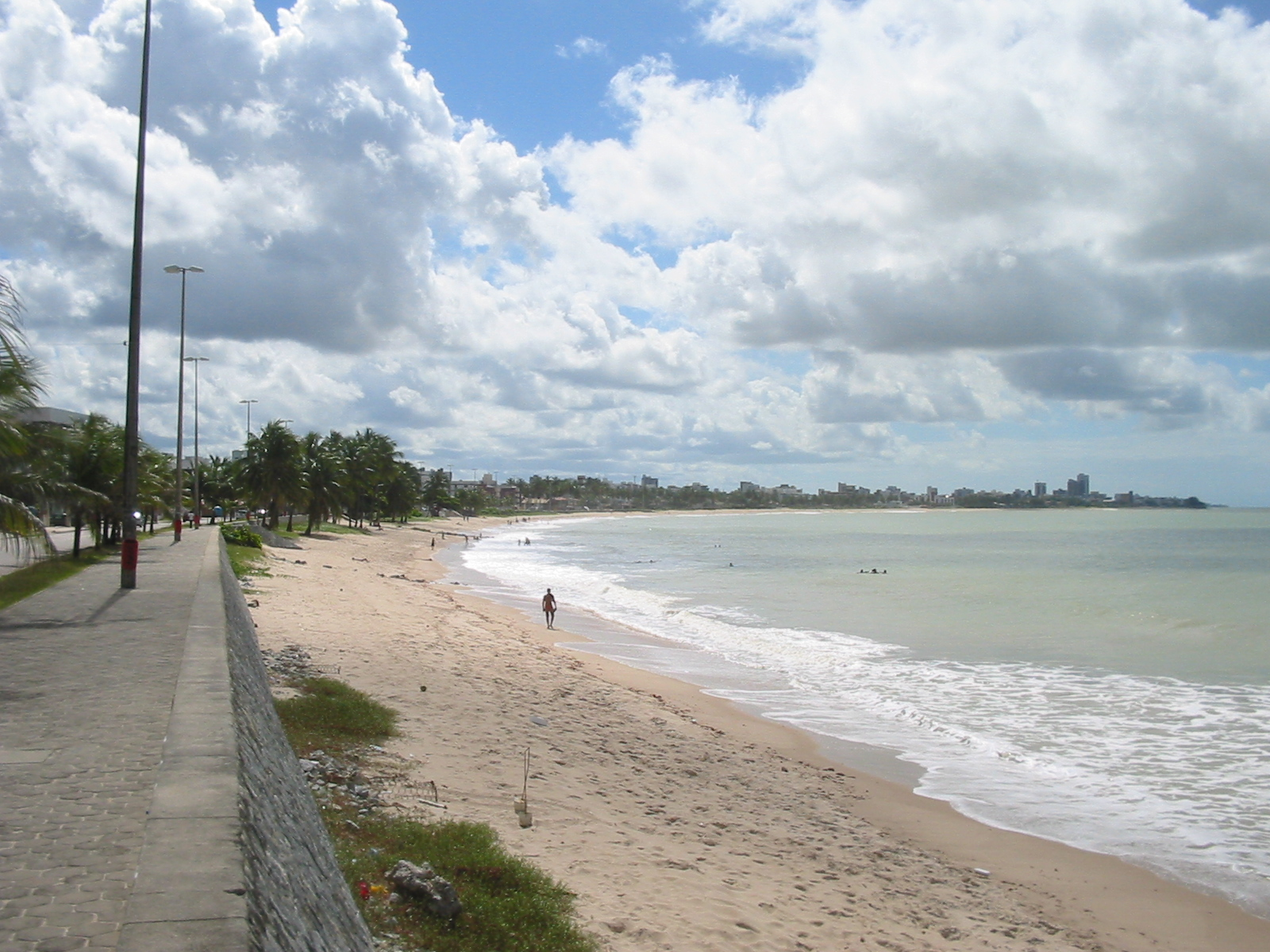
Strand van Manaíra
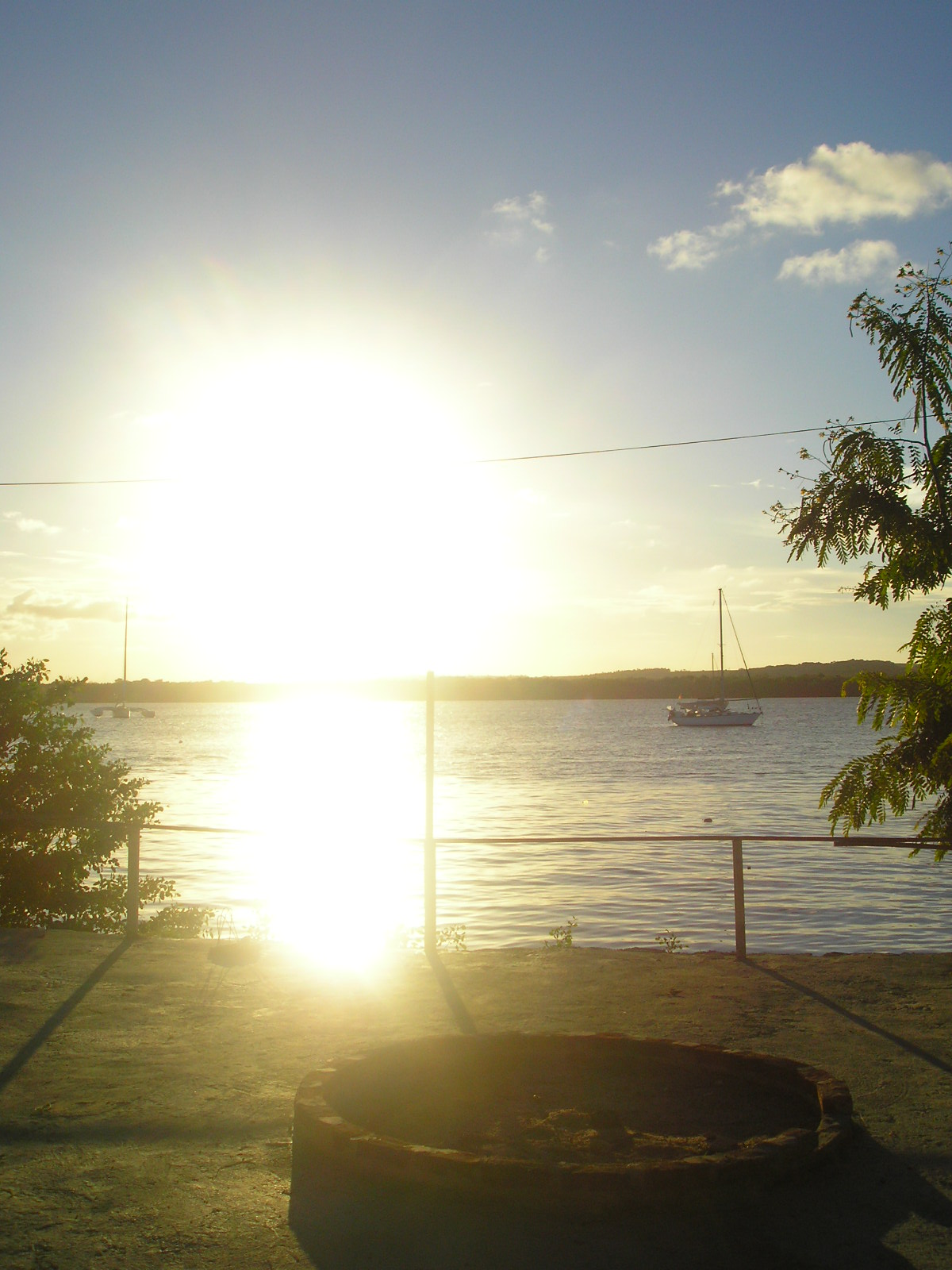
Het strand Praia do Jacaré
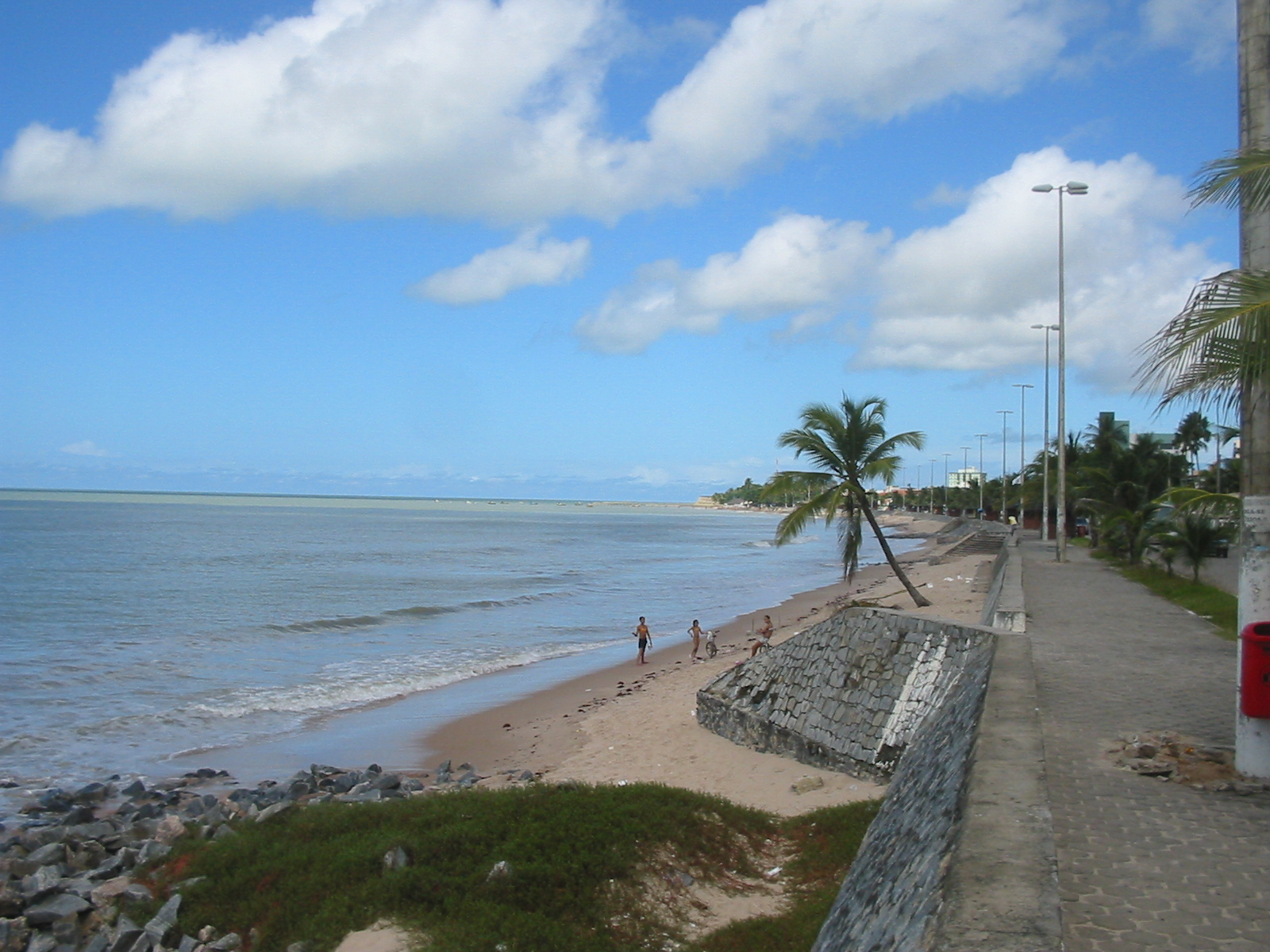
Op de achtergrond, strand van Tambaú
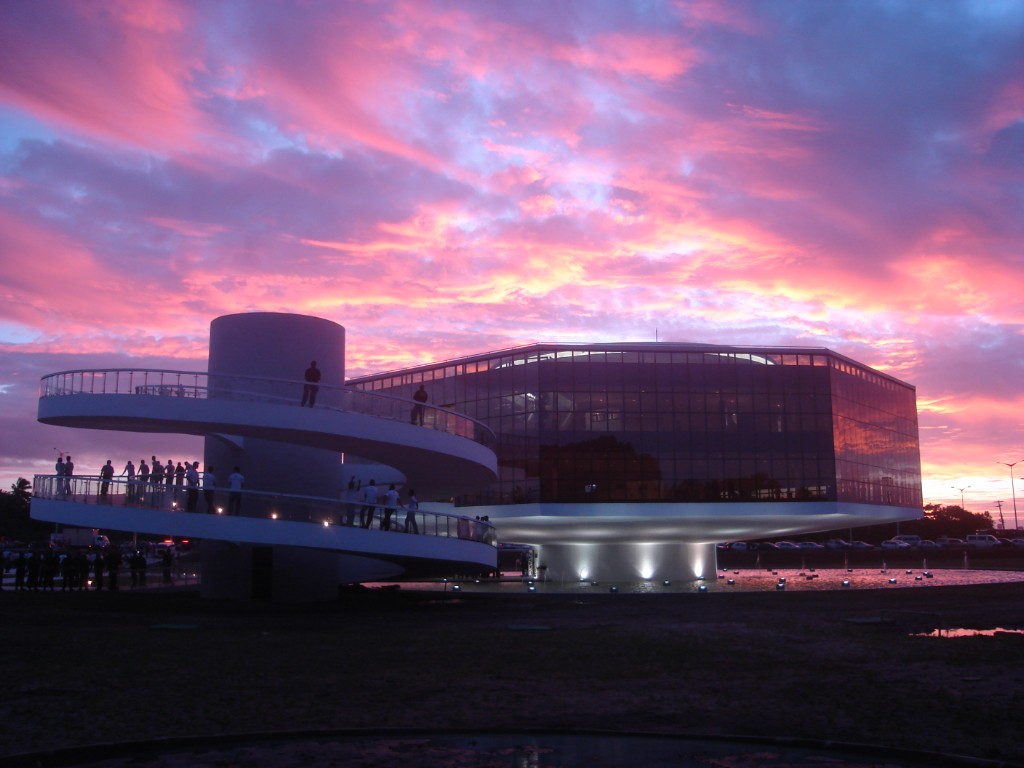
Cultuur en Wetenschap Centrum, Cabo Branco
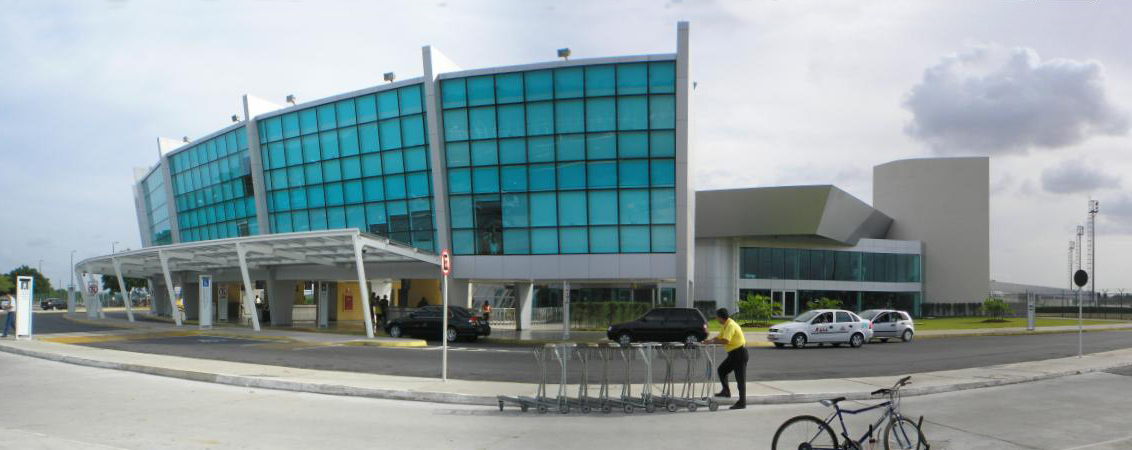
Luchthaven President Castro Pinto
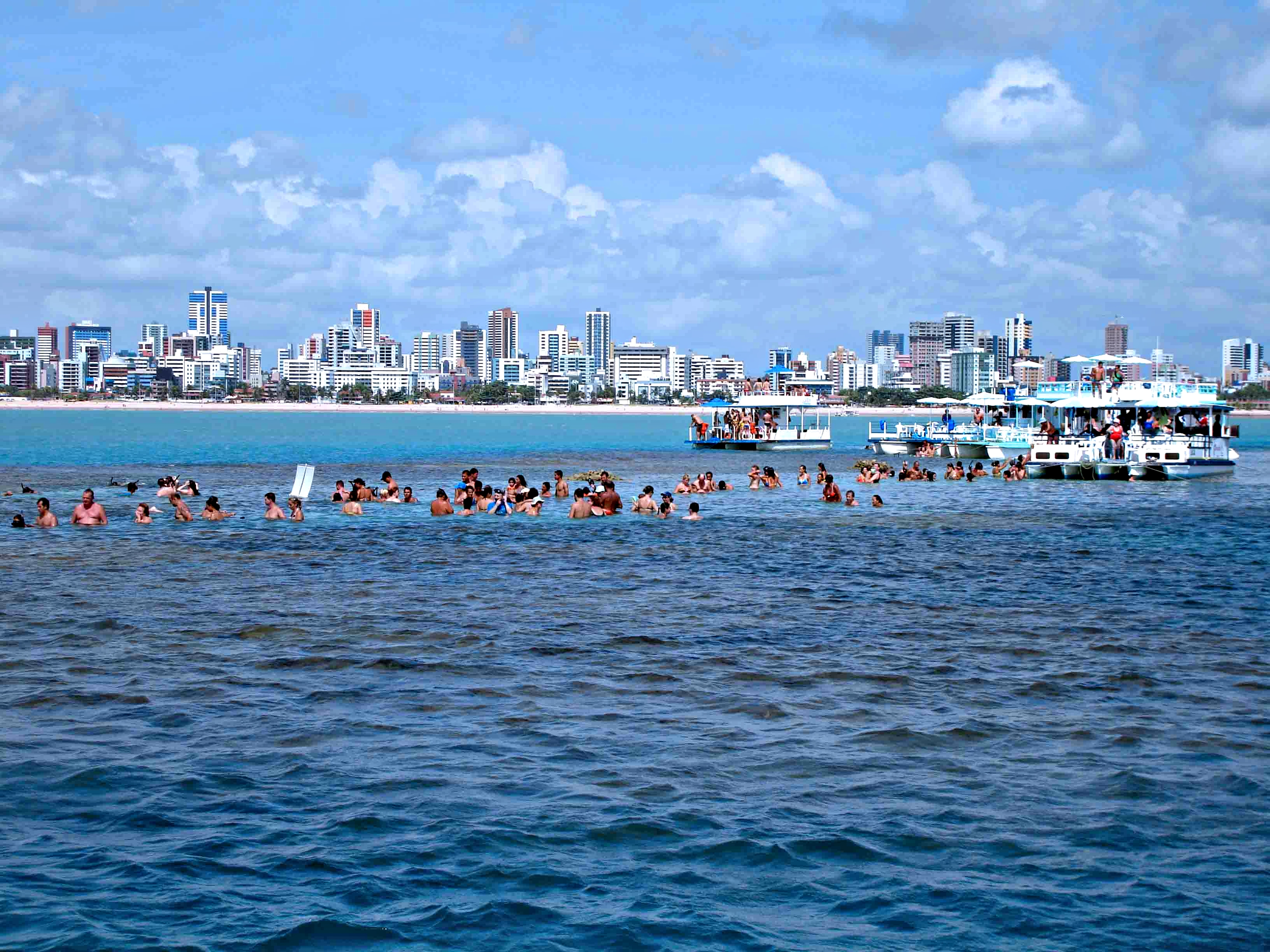
Baai van Picaozinho